# U.S. Clay Court Championships 1983
U.S. Clay Court Championships 1983 (також відомий під назвою U.S. Open Clay Courts 1983) - тенісний турнір, чоловіча частина якого проходила в рамках Grand Prix, а жіноча - Світової чемпіонської серії Вірджинії Слімс, що проходив на відкритих кортах з ґрунтовим покриттям в Індіанаполісі (США). Відбувсь уп'ятнадцяте і тривав з 31 липня до 7 серпня 1983 року. Джиммі Аріес і Андреа Темашварі здобули титул в одиночному розряді.

## Фінальна частина

### Одиночний розряд, чоловіки
Джиммі Аріес —  Андрес Гомес 6–4, 2–6, 6–4
- Для Аріеса це був 3-й титул за сезон і 4-й - за кар'єру.

### Одиночний розряд, жінки
Андреа Темашварі —  Зіна Гаррісон 6–2, 6–2
- Для Темешварі це був 3-й титул за сезон і за кар'єру.

### Парний розряд, чоловіки
Марк Едмондсон /  Шервуд Стюарт —  Карлус Кірмайр /  Кассіу Мотта 6–3, 6–2
- Для Едмондсона це був 2-й титул за сезон і 24-й - за кар'єру. Для Стюарта це був 3-й титул за сезон і 45-й - за кар'єру.

### Парний розряд, жінки
Кетлін Горват /  Вірджинія Рузічі —  Джиджі Фернандес /  Бет Герр 7–5, 6–4
- Для Горват це був 2-й титул за сезон і 3-й — за кар'єру. Для Рузічі це був 2-й титул за сезон і 23-й — за кар'єру.